# Al-Qaṣāṣīn al-Jadīdah
Al-Qaṣāṣīn al-Jadīdah es un distrito de la gobernación de Ismailia, Egipto. En julio de 2017 tenía una población estimada de 100 000 habitantes.
Se encuentra ubicado en la zona norte del delta del Nilo, junto a la costa del mar Mediterráneo.